# Kamieńska
Kamieńska (ros. Каменская) – rosyjski serial telewizyjny, w reżyserii Jurija Moroza, osadzony w realiach Moskwy na przełomie XX wieku i XXI wieku. Serial oparty jest na bestsellerowym cyklu powieści rosyjskiej pisarki Aleksandry Marininy, należącej do najbardziej popularnych autorek kryminałów na świecie. Serial był emitowany w wielu europejskich sieciach telewizyjnych.
Bohaterami serialu są milicjanci wydziału kryminalnego Głównego Urzędu Spraw Wewnętrznych (ros.: Главное управление внутренних дел) mieszczącego się w Moskwie przy ul. Pietrowka 38.

## Tytuły poszczególnych odcinków
- seria 1 z 1999 i 2000 r.
  - Kolacja z zabójcą «Стечение обстоятельств» (2 odcinki)
  - Gra na cudzym boisku «Игра на чужом поле» (2 odcinki)
  - Zabójca mimo woli «Убийца поневоле» (2 odcinki)
  - Złowroga pętla «Смерть ради смерти» (2 odcinki)
  - Podwładni umierają pierwsi «Шестёрки умирают первыми»
  - Śmierć i trochę miłości «Смерть и немного любви»
  - Nieznajoma maska «Чужая маска»
  - Nie przeszkadzajcie oprawcy «Не мешайте палачу»
- seria 2 z 2002 r.
  - Skradziony sen «Украденный сон»
  - Umarłem wczoraj «Я умер вчера»
  - Męskie gry «Мужские игры»
  - Za wszystko trzeba płacić «За всё надо платить»
- seria 3 z 2003 r.– 16 odcinków
  - Iluzja grzechu «Иллюзия греха», (4 odcinki)
  - Kiedy bogowie się śmieją «Когда боги смеются» (4 odcinki)
  - Stylista «Стилист» (4 odcinki)
  - Siódma ofiara «Седьмая жертва» (4 odcinki)
- seria 4 z 2005 r.  – 12 odcinków
  - Akta osobowe «Личное дело» (4 odcinki)
  - Cień przeszłości «Тень прошлого» (4 odcinki)
  - Sobowtór «Двойник» (4 odcinki)